# Sheldon Moldoff
Sheldon Moldoff (14 de abril de 1920, Nueva York - 2 de marzo de 2012) fue un dibujante de historietas estadounidense, uno de los tantos artistas "fantasmas" (colaboradores no acreditados) de Bob Kane para el cómic Batman.

## Biografía
Tras trabajar para All-American Comics y realizar algunas páginas de curiosidades como relleno para National Periodicals, empezó a trabajar en 1939 como asistente de Bob Kane en Batman.
Se encargó luego de personajes como Hawkman y The Black Pirate.
Entre 1953 y 1967 volvió a trabajar en Batman, pero como dibujante fantasma (los créditos seguían atribuyendo los dibujos a su jefe Bob Kane), ilustrando los guiones de autores como Arnold Drake o Bill Finger.
Durante esta etapa, Moldoff fue el encargado de dotar de imagen visual a gran parte de la denominada Batman Family (personajes como Batwoman, Ace, el Batisabueso, Batmito, Batgirl), además de villanos como Mr. Frío, Poison Ivy o el segundo Clayface.
La etapa de la Batman Family fue influida por las teorías del influyente psiquiatra neoyorquino Fredric Wertham y la consecuente creación del Comics Code, por lo tanto el trabajo de Moldoff en Batman se caracterizó por dibujos infantilizados, historias de ciencia ficción, inocencia, humor y fantasía.
El entintador de la mayoría de estos dibujos era Charles Paris, mientras el propio Sheldon Moldoff se encargaba de entintar el Superman de Curt Swan.

## Influencia
La serie animada Batman: The Brave and the Bold (2008 - actualidad) tomó gran parte del estilo de dibujantes clásicos como Dick Sprang y Sheldon Moldoff, a fin de darle a la serie un estilo de dibujo clásico y a la vez accesible a televidentes infantiles.